# Choose Me
Pour plus de détails, voir Fiche technique et Distribution.
Choose Me est un film américain réalisé par Alan Rudolph, sorti en 1984.

## Synopsis
Les relations affectives et sexuelles difficiles, complexes et surprenantes entre une poignée de citadins esseulés et noctambules, mais néanmoins tout à fait charmants, dont une animatrice de radio névrosée (Geneviève Bujold), une propriétaire de bar et ex-prostituée déboussolée (Lesley Ann Warren) et un homme sans domicile fixe aussi fou que désarmant d'honnêteté (Keith Carradine).

## Fiche technique
- Titre original : Choose Me
- Réalisation et scénario : Alan Rudolph
- Production : David Blocker et Carolyn Pfeiffer
- Photographie : Jan Kiesser
- Montage : Mia Goldman
- Direction artistique : Steven Legler
- Costumes : Tracy Tynan
- Pays d'origine : États-Unis
- Format : Couleurs - Mono - 1.85:1
- Genre : Comédie dramatique
- Durée : 106 minutes
- Date de sortie : 1984

## Distribution
- Geneviève Bujold : Nancy
- Lesley Ann Warren : Eve
- Keith Carradine : Mickey
- Patrick Bauchau : Zak Antoine
- Rae Dawn Chong : Pearl Antoine
- John Larroquette : Billy Ace
- Edward Ruscha : Ralph Chomsky
- Gailard Sartain : Mueller
- Robert Gould : Lou
- John Considine : Dr. Ernest Greene
- Henry G. Sanders : administrateur de l'hôpital
- Jodi Buss : Babs
- Sandra Will : Ida
- Mike Kaplan : Harve
- Russell Parr : Bradshaw